# Corobănești
Corobănești – wieś w Rumunii, w okręgu Vaslui, w gminie Voinești. W 2011 roku liczyła 13 mieszkańców.